# Stenoeme kempfi
Stenoeme kempfi là một loài bọ cánh cứng trong họ Cerambycidae.